# Meriyem Manders
Meriyem Manders (Amsterdam, 24 januari 1975) is een Nederlandse actrice.

## Biografie
Manders volgde een opleiding aan de MTS Mode en kleding. Ze was enige tijd werkzaam in de lingeriebranche en als fotomodel. Tijdens haar werk als model maakte Manders kennis met acteerwerk en werd haar belangstelling voor het vak gewekt. Ze volgde een opleiding aan het instituut De Trap in Amsterdam.
Manders debuteerde in 2001 met een gastrol in de dramaserie Westenwind. In dezelfde periode kreeg ze een vaste rol in de Friese regiosoap Baas Boppe Baas, die ook door de landelijke publieke omroep werd uitgezonden. 
Twee jaar later, in 2003, speelde Manders haar eerste rol in een bioscoopfilm in De schippers van de Kameleon. Twee jaar later was ze ook te zien in de tweede Kameleonfilm. In 2018 speelde ze de burgemeester in de nieuwe serie over De Kameleon.
Manders speelde vanaf 2001 gastrollen in verschillende televisieseries, zoals Goede tijden, slechte tijden, Gooische vrouwen en Kinderen geen bezwaar. Van 2013 tot 2015 speelde ze een vaste rol als biologielerares in de jeugdserie SpangaS.
Naast haar werk als televisie en filmactrice was Manders te zien in verschillende theaterproducties en in reclamespotjes. Ook presenteerde ze programma's voor de lokale omroep AT5.

## Trivia
Manders is een kleindochter van zanger en cabaretier Kees Manders en een achternicht van Tom Manders (Dorus).

## Filmografie
| Film        | Film                         | Film                | Film                    |
| Jaar        | Productie                    | Rol                 | Opmerkingen             |
| ----------- | ---------------------------- | ------------------- | ----------------------- |
| 2002        | De schippers van de Kameleon | Burgemeestersvrouw  |                         |
| 2004        | Kameleon 2                   | Burgemeestersvrouw  |                         |
| 2015        | Dans met de Duivel           | Diane van Someren   |                         |
| 2021        | De Kameleon aan de ketting   | Burgemeester        |                         |
| Televisie   |                              |                     |                         |
| Jaar        | Productie                    | Rol                 | Opmerkingen             |
| 2001        | Westenwind                   | Moniek              | Afl. ‘Water en vuur’    |
| 2001 - 2005 | Baas Boppe Baas              | Talieta Baas        | Vaste rol               |
| 2005        | Neveneffecten                | Sexy flik           | België, Afl. 'ITCH’     |
| 2009        | Gooische vrouwen             | Verkoopster         | Afl. 5.1                |
| 2010        | Goede tijden, slechte tijden | Tiffany             | Afl. 4080, 4083 en 4085 |
| 2013 – 2015 | SpangaS                      | Berna van der Laken | Vaste rol               |
| 2013        | Kinderen geen bezwaar        | Brittany            | Afl. ‘Ik gun je mij’    |
| 2014        | Fashion Planet               | Zwangere collega    | Afl. ‘Blablabla’        |
| 2015        | Koefnoen presenteert         | Reporter            | Afl. ‘Toyboy’           |
| 2017        | Mees Kees                    | Moeder Hasna        | Afl. ‘Fancy Fair’       |
| 2018        | De Kameleon                  | Burgemeester        |                         |